# Yuji Kishioku
Yuji Kishioku (岸奥 裕二, Kishioku Yuji, Muroran, 2 april 1954) is een Japans voormalig voetballer die als verdediger speelde.

## Clubcarrière
In 1970 ging Kishioku naar de Muroran Otani High School, waar hij in het schoolteam voetbalde. Nadat hij in 1973 afstudeerde, ging Kishioku spelen voor Nippon Steel.

## Japans voetbalelftal
Yuji Kishioku debuteerde in 1979 in het Japans nationaal elftal en speelde 10 interlands, waarin hij 2 keer scoorde.

## Statistieken
| Japans voetbalelftal | Japans voetbalelftal | Japans voetbalelftal |
| Jaar                 | Wed.                 | Dlp.                 |
| -------------------- | -------------------- | -------------------- |
| 1979                 | 5                    | 0                    |
| 1980                 | 5                    | 2                    |
| Totaal               | 10                   | 2                    |